# Finroyal
Finroyal – marka handlowa brytyjskiej firmy FRL Capital Limited. Firma deklarowała międzynarodową działalność, jednak rzeczywiste biura istniały wyłącznie w Polsce, a brytyjska firma prawdopodobnie jeśli w ogóle, to działa wyłącznie przez internet. Oferowała wysokooprocentowany produkt finansowy nazwany „Kontraktem Lokacyjnym”. Założycielem spółki był Andrzej Korytkowski.

## Historia
W marcu 2007 Finroyal utworzył w Warszawie Główne Biuro Operacyjne (III piętro biurowca Ilmet, al. Jana Pawła II 15, 00-828 Warszawa). Regionalne Biura Operacyjne powstały we Wrocławiu (ul. Piłsudskiego 12/3, 50-049 Wrocław), Poznaniu (Stary Rynek 71/72, 61-772 Poznań) i Krakowie (Centrum Biurowe Lubicz, ul. Lubicz 23, 31-503 Kraków). W jednym miejscu na stronie internetowej Finroyal podaje inny adres biura wrocławskiego (V piętro biurowca Silver Forum, ul. Strzegomska 2-4, 53-611 Wrocław). Biura Operacyjne nie są oddziałami ani jednostkami organizacyjnymi, dzięki czemu Finroyal nie podlega polskiemu nadzorowi, co przedstawiciele Finroyal zaznaczyli w skargach na działania KNF.
Brytyjska firma również nie podlega brytyjskiemu nadzorowi. Finroyal deklaruje, że FRL Capital Limited ma 88 milionów GBP kapitału zakładowego, jednak w brytyjskim prawie nie oznacza to, że został on opłacony w całości. Pod adresem londyńskiej siedziby (46 Station Road, North Harrow Middlesex, HA2 7SE London) znajduje się biuro wirtualne firmy Target Accounting Limited, które było przez pewien czas wynajęte przez FRL, ale już nie jest. Na stronie internetowej FRL widnieją też adresy biur w Kopenhadze (Larsbjørnsstræde 3, 1454 Copenhagen), Paryżu (La Grande Arche, Paroi Nord, La Défense, 92044 Paris) i Genewie (Avenue Louis-Casai 18, 1209 Genève), jednak wszystkie trzy są biurami wirtualnymi należącymi do firmy Regus.
Od marca 2008 roku Finroyal znajduje się na wykazie ostrzeżeń publicznych Komisji Nadzoru Finansowego, która w 2009 roku skierowała sprawę do prokuratury. „Kontrakt Lokacyjny” nie jest lokatą (którą to mogą oferować wyłącznie banki i SKOK-i) i nie jest gwarantowany przez Bankowy Fundusz Gwarancyjny.
Na podstawie doniesień z 2010 oraz własnego śledztwa, w maju 2012 reporterzy telewizji TVN podczas programu „Uwaga!” sugerowali, że Finroyal może być piramidą finansową. Szymon Jadczak, reporter „Uwaga! TVN” stwierdził, że właściciel Finroyal Andrzej Korytkowski ma kilka procesów w związku z oszustwami finansowymi, których miał się dopuścić, zanim założył Finroyala.
Pojawiły się nieprawdziwe informacje o wydawaniu kart płatniczych MasterCard do „Kontraktu Lokacyjnego”. Jest to niemożliwe, ponieważ karta płatnicza może być powiązana wyłącznie z rachunkiem prowadzonym przez bank lub SKOK (nie dotyczy to kart przedpłaconych). Nie jest także wydawana do lokat.

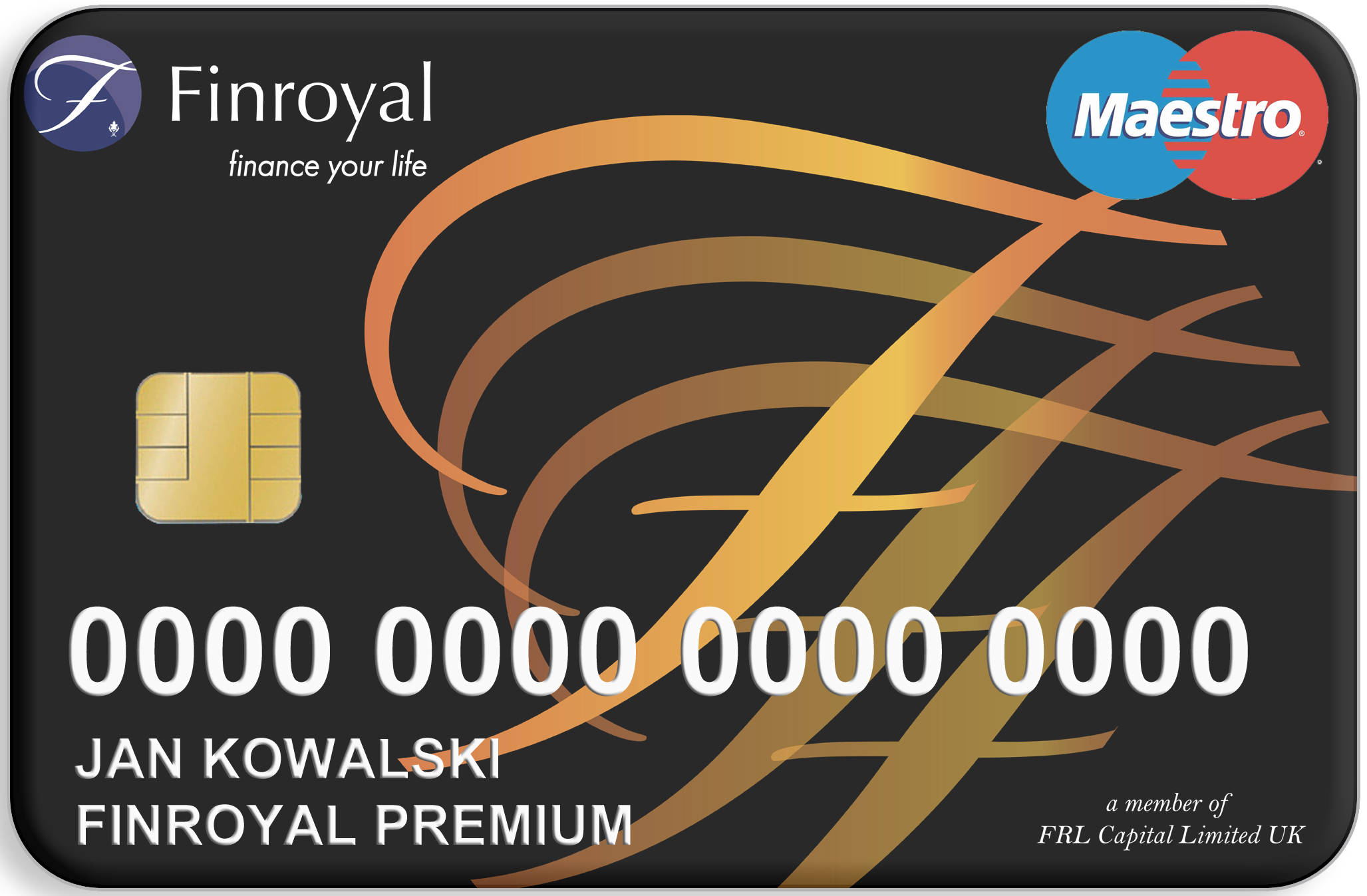
Wizerunek marketingowy karty płatniczej, którą Finroyal miał zamiar wydawać klientom (2010)

Produkt Finroyal otrzymał Laur Klienta Odkrycie 2011, jednak po wątpliwościach dotyczących wiarygodności firmy organizator plebiscytu zawiesił prawo do używania odznaczenia.
W marcu 2012 poszkodowani klienci WGI ostrzegali rząd i inne instytucje przed Finroyal i Amber Gold oraz wnosili o zmiany w prawie mające zapobiec powstawaniu i rozrostowi piramid finansowych, jednakże rząd stwierdził w odpowiedzi, że nie ma potrzeby podejmowania żadnych działań.
W czerwcu 2012 pojawiły się doniesienia o niemożliwości wypłaty środków. Od 2012 spółką zarządzają kuratorzy wyznaczeni przez sąd.
Pod koniec 2014 wniesiono akt oskarżenia przeciwko dyrektorowi Finroyal, w którym stwierdzono, że 1716 klientów straciło ponad 100 mln zł. W 2019 Andrzej Korytkowski został za oszustwa skazany po apelacji przez sąd okręgowy na 10 lat więzienia.